# Estrazione accelerata con solvente
L'estrazione accelerata con solvente o estrazione pressurizzata, indicata con le sigle PSE o ASE (dall'inglese Pressurized Solvent Extraction o Accelerated Solvent Extraction), è una tecnica di estrazione solido-liquido.
Si utilizza un solvente in condizioni sub-critiche (da non confondere con l'estrazione con fluido supercritico), sotto pressione e ad alte temperature per estrarre in fase liquida l'analita o gli analiti dalla matrice solida.
Rispetto alle tecniche di estrazione solido-liquido tradizionali questa tecnica consente di ridurre la quantità di solvente necessario, di ridurre i tempi di estrazione e si presta meglio all'automazione del processo. Si fa in recipienti chiusi e termostatati.